# 4-甲氧羰基苯硼酸
4-甲氧羰基苯硼酸是一种有机硼化合物，化学式为C8H9BO4。它可由4-羧基苯硼酸和甲醇在硫酸存在下反应制得。它和溴苯在碳酸钾存在下、钯催化下反应，可以得到联苯-4-甲酸甲酯。